# Grădiștea (Ilfov)
Pour les articles homonymes, voir Grădiștea.
Grădiștea est une commune du județ d'Ilfov en Roumanie.